# Bathylepeta
Bathylepeta is een geslacht van weekdieren uit de klasse van de Gastropoda (slakken).

## Soorten
- Bathylepeta laevis Moskalev, 1977
- Bathylepeta linseae Schwabe, 2006